# Cass Chin
Cass Chin (chino: 陈金燕, pinyin: Chénjīnyàn, nacida el 16 de abril de 1986) es una actriz y cantante malaya. Debutó en 1995 con su primer álbum en solitario titulado 飞燕 登陆. Más adelante se unió a otras cantantes como Angeline Khoo, Queenz Cheng y Crystal Ong, para formar parte del grupo musical femenino llamado M-Girls 四个 女生.

## Discografía

### Álbumes en vivo
- 飞燕登陆 Flying Swallow Landing (Cassandra 1997 Solo Album)
- 双星再报喜 Double Stars Bring Luck Again (Cassandra and Crystal 1997 Chinese New Year Album)
- 双星报双喜 Double Stars Bring Double Luck (Cassandra and Crystal 1998 Chinese New Year Album)
- 天王童星携手拜年 King Child Stars Together Wishing a Happy New Year  (Angeline & Crystal with Cassandra as a Guest Star 1999 Chinese New Year Album)
- 兔气扬眉庆丰年 Tu Qi Yang Mei Qing Feng Nian  (Cassandra, Queenz, Crystal & Ya-Ko Stars 1999 Chinese New Year Album)
- 山歌黄梅调 Huang Mei Diao Mountain Songs (Cassandra, Queenz & Crystal)
- 三星拱照庆龙年 Three Stars Celebrate the Year of the Dragon (Queenz, Crystal & Cassandra 2000 Chinese New Year Album)
- 民谣 Folk Songs 2 in 1 (Casandra, Queenz & Crystal 2000 Album)

### Álbumes de género pop
- Dance With Me (2001)
- 耍花样 Playful Tricks (2003)
- 笨金鱼 Silly Goldfish (2004)
- 爱情密码 Love Code (MV collection) (2004)
- My Way (2013)

### Álbumes en chino
- 开心迎接丰收年 Happily Welcoming the Harvest Year  (2001)
- 飞跃新年 Leaping New Year (2002)
- 新年YEAH! New Year YEAH! (2003)
- 春风催花开 Flowers Blossom in the Spring (2004)
- 开心年 Happy Year (2005)
- 团聚 Reunion (2013)
- 真欢喜 True Joy (2014)